# MFK Karviná
Maillots
Actualités
Le MFK Karviná est un club de football tchèque basé à Karviná.

## Historique
Le club est issu de la fusion en 2003 du FC Karviná et du Jäkl Karviná. Il évolue lors de la saison 2016-2017 en première division tchèque.

## Palmarès
- Championnat de Tchéquie de deuxième division
  - Champion : 2016 et 2023